# Tourisme gay
Le tourisme gay, parfois appelé tourisme LGBT, tourisme homosexuel, tourisme rose, ou tourisme queer, est un type de tourisme de niche commercialisé auprès des homosexuels, voire parfois plus largement aux personnes lesbiennes, gays, bisexuels et transgenres (LGBT).
Cette forme de tourisme propose des offres et des activités spécifiques à cette clientèle, leur garantissant une certaine liberté, voire de sécurité, pour les destinations, les hébergements touristiques, qui sont soit spécifiquement homosexuels, soit dits « gay-friendly ».

## Périmètre
« Tourisme gay » est le terme utilisé dans la littérature académique ou de vulgarisation afin de parler du tourisme pratiqué spécifiquement par les hommes homosexuels, plus souvent par les lesbiennes et gays,. Il est parfois étendu par commodité à l'ensemble des communautés LGBT, permettant ainsi de prendre en compte les bisexuels et les personnes transgenres,.
Les géographes français Emmanuel Jaurand et Stéphane Leroy définissent selon leur point de vue le tourisme gay comme « une forme de tourisme spécifique dans laquelle les motivations, le choix du type d’activité et de la destination sont influencés ou guidés par le fait d’être gay. Aussi, le tourisme gay produit des destinations et des structures spécifiques plus ou moins réservées aux seuls homosexuels masculins. » Indiquant à la suite qu'« historiquement il n’y a pas de structuration du tourisme lesbien. » Cependant leur travaux s'élargissent à ces deux communautés.
Les chercheurs anglais Carol Southall et Paul Fallon, en 2011, définissent le « tourisme gay » comme un concept étant plus large que le « tourisme homosexuel » et est à replacer dans un contexte de reconnaissances globales des gays et des lesbiennes. L'étude porte ainsi sur les enclaves  touristiques gays et lesbiennes à travers le monde en y associant également les différents festivals et marches des fiertés,.
Le « tourisme homosexuel » représente quant à lui un tourisme axé sur la recherche de plus de libertés sensuelles ou sexuelles,.
Les Anglais Carol Southall et Paul Fallon préfèrent l'usage du terme « Tourisme LGBT » pour qualifier ce type de tourisme, même s'il est moins courant, dans la mesure où il est moins connoté que celui de « tourisme gay ». Cette distinction tient aussi au fait que l'approche du tourisme gay oublie souvent les autres composantes (personnes bisexuelles et transgenres),.  L'association IGLTA utilise toutefois l'expression dans sa communication plaçant son action dans un cadre du tourisme LGBT.
L'anglais Howard Hughes utilise l'expression « Pink tourism » (« Tourisme rose ») pour titre de son ouvrage, mais qui n'aborde pas le tourisme des personnes bisexuelles et transgenres, à défaut d'utiliser une expression proche « gay and lesbian tourism » (« Tourisme gay et lesbien »). Cette dernière expression est contestée par Martin Cox dans sa thèse intitulée Gay Holidaymaking (2001). En effet, pour Martin Cox le terme de « gay and lesbian tourism » se limiterait à un entre-soi homosexuel.
Le « tourisme queer » fait aussi l'objet d'une distinction par les deux auteurs anglais qui le définissent comme un tourisme culturel des lieux visités par le prisme de l'homosexualité,. Ils donnent ainsi l'exemple de l'offre Go Pink China avec une approche de l'histoire homosexuelle chinoise. Les deux auteurs français précités mettent en avant également cette distinction d'avec le « tourisme des gays » ou encore du tourisme sexuel, bien qu'étant majoritairement le fait des hétérosexuels mais relevant que « la prostitution masculine à destination de clients homosexuels existe dans des lieux touristiques fréquentés par les gays ».
Pour Maartje Hensen, autrice de guides de voyages queers, le tourisme LGBTQ+ comprend les marches des fiertés et les lieux de socialisation nocturnes, mais aussi les monuments, les coopératives solidaires, les musées, les restaurants, les librairies, les campings et les lieux appropriés à une lune de miel.

## Histoire
Les travaux précédents ou ceux de Stephen Clift, Michael Luongo, Carry Callister dans Gay Tourism : Culture, Identity and Sex (2002), démontrent que le type « tourisme homosexuel » est apparu vers les XVIIIe siècle et XIXe siècle sur les littoraux de l'Europe du Nord ou de la Méditerranée avec la recherche de lieux où la pression morale et la répression sont moins fortes vis-à-vis des homosexuels, notamment sexuelles, auxquels ont associe la pratique « d’une expérience esthétique et artistique »,. Le tourisme gay en tant que marché débute en Europe au cours des années 1990, ce qu'observe John d’Alessandro, le directeur exécutif de l’International Gay and Lesbian Travel Association (en) (IGLTA), dans un article publié en 2006. Les professionnels du tourisme considère ce nouveau marché comme « un segment lucratif et à fort potentiel ». Toutefois, les premières formes de tourisme en lien avec un marché du voyage des homosexuels remontent aux années 1970, en Amérique du Nord,.

## Secteur économique
Le tourisme gay correspond à un marché réduit, très spécialisé du tourisme. Il s'organise dès les années 1980 aux États-Unis où les communautés homosexuelles sont nombreuses et dynamiques, avant de se développer en Europe au cours de la décennie suivante. Bien que la clientèle soit peu nombreuse, les représentations sociales sur le pouvoir d'achat réel ou supposé de ces communautés ou encore sur l'homogénéité du marché sont nombreuses.

### Chiffres du tourisme gay
Le tourisme gay repose sur l'idée que le pouvoir d'achat des membres des communautés bisexuelles, gays, lesbiennes et transgenres seraient « très supérieures à celles de leurs alter ego hétérosexuels ». On parle parfois « nouvelle manne financière » ou encore de l'expression Pink money. Selon les études, la part du budget loisirs de cette frange de la population serait également plus élevée que la moyenne. Une étude française datant de 2012, commandée par IGLTA, le site gay-friendly Mygaytrip et le magazine Têtu, indique que 73 % des gays et lesbiennes partiraient au moins 3 fois par an, et certains jusqu'à 5 fois. L'essentiel des voyages, 80 %, se feraient en Europe. Le budget moyen attribué à ces voyages serait de « plus de 1 500 euros pour un séjour ». Toutefois, le président-fondateur de la société de conseil Attract PR précise, qu'au-delà des idées reçues sur les caractéristiques de cette clientèle, ce marché de niche n'a rien d'homogène et pousse en réalité à la segmentation de l'offre. Ainsi pour les grands marchés comme les États-Unis, l'offre peut être communautaire tandis qu'en Europe et dans les pays moyens comme la France, celle-ci doit s'adapter,.
En 2012, selon une étude réalisée par Out Now Consulting, un expert dans le marketing gay et lesbien, le tourisme gay « représenterait 165 milliards de dollars ». Selon le président de l'International Gay and Lesbian Travel Association, le marché « aux États-Unis génère un chiffre d’affaires annuel de 54,1 milliards de dollars », un chiffre qui représente environ 10 % du marché touristique américain, en 2006. Il est estimé à 65 milliards de dollars si l'on prend en compte le tourisme interne à travers les week-ends. En 2014, l'estimation avoisine les 70 milliards de dollars. Avec la légalisation du mariage homosexuel en 2011, selon NYC & Company, l'organisme du tourisme de la ville de New York, estime les retombées fiscales et autres à 259,5 millions de dollars.
En Europe, même s'il n'existe pas d'études à proprement parler sur le phénomène, un rapport de 2012 indique que les dépenses annuelles réalisées par les touristes européens homosexuels correspondent à 65 milliards $ (50 milliards d'euros) pour une population estimée à 2,6 % de la population européenne. La société de conseil Gay European Tourism Association a également publié un dossier sur le tourisme gay européen à destination des professionnels.
En France, l'agence parisienne Attitude Travels, estimait en 2006, « Après 19 mois d’activité, [un] chiffre d’affaires de 3,5 millions d’euros ». La société spécialisée a fermé ses portes cinq ans plus tard.

### Professionnels du tourisme
Une partie des professionnels du marché s'organise en fondant, en 1983 aux États-Unis, l'association International Gay and Lesbian Travel Association (en) (IGLTA). Il s'agit d'un syndicat professionnel fédère les professionnels du monde entier (Voyagistes, réceptifs, hôteliers, offices du tourisme, compagnies aériennes, etc.), qui compte « près de 1 400 membres », en 2006, plus de 2600 en 2011, implanté dans plus de 80 pays. L'essentiel des membres sont concentrés en Amérique du Nord, en Australie, en Allemagne et en Grande-Bretagne. La France n'était représentée en 2006 que par 18 membres, mais aucun OT. Le directeur exécutif de l'International Gay & Lesbian Travel Association relevait que la France « est un marché complexe, moins communautariste qu'aux États-Unis ou en Allemagne ».
Des groupes de conseils émergent. Le site américain Community Marketing proposent « des données statistiques qualitatives et quantitatives sur les touristes gay et lesbiennes ». En Europe, la Gay European Tourism Association (GETA) propose des conseils pour le marché européen. Elle lance en 2012 son site Internet « Gay Welcome », qui permet d'aider les homosexuels à trouver des destinations ou événements en Europe.
La première agence spécialisée pour le tourisme gay masculin date de 1972, avec l'agence de Hanns Ebensten, hetravel.com.
En 2003, la chaîne hôtelière internationale Axels Hotels, dédiée à la communauté LGBT, est fondée en 2003 par l'entrepreneur catalan Juan P. Julia Blanch à Barcelone.
La vente en ligne permet aux différents clients d'avoir un choix varié mais aussi une recherche plus discrète et ciblée. Aux États-Unis, les sites d'agences de voyages en ligne ont mis en place une sélection de voyages gay-frienldy voire gay pour leur clientèle, notamment les agences Orbitz ou encore Travelcocity. En France, en 2006, les agences en ligne Vivacances (voyagiste en ligne du groupe Galeries Lafayette, qui se lance sur le marché en 2004), Lastminute.com, qui s'était associé avec Attitude Travels, ou encore Ebookers proposent eux aussi une recherche gay-friendly dédiée à la clientèle gay et lesbienne,. Attitude Travels, qui s'était développé dans ce tourisme de niche à Paris dans le quartier du Marais, a disparu en octobre 2011,. Le dernier représentant de cette forme de tourisme était Têtu Travels qui était « une marque blanche de l'opérateur gayvasion », créé par la fondatrice de Croisitour, Colette Vieira da Silva (aujourd'hui disparu).
Il existe par ailleurs des guides papiers sur le tourisme gay. Le guide Spartacus International Gay Guide publie annuellement depuis 1970. L'ancien magazine français Têtu proposait ainsi une fois par an un hors-série TÊTU Voyage, lancée en 2006 à l'occasion du salon Top Resa; le salon des professionnels du tourisme et des voyages.

## Lieux du tourisme gay

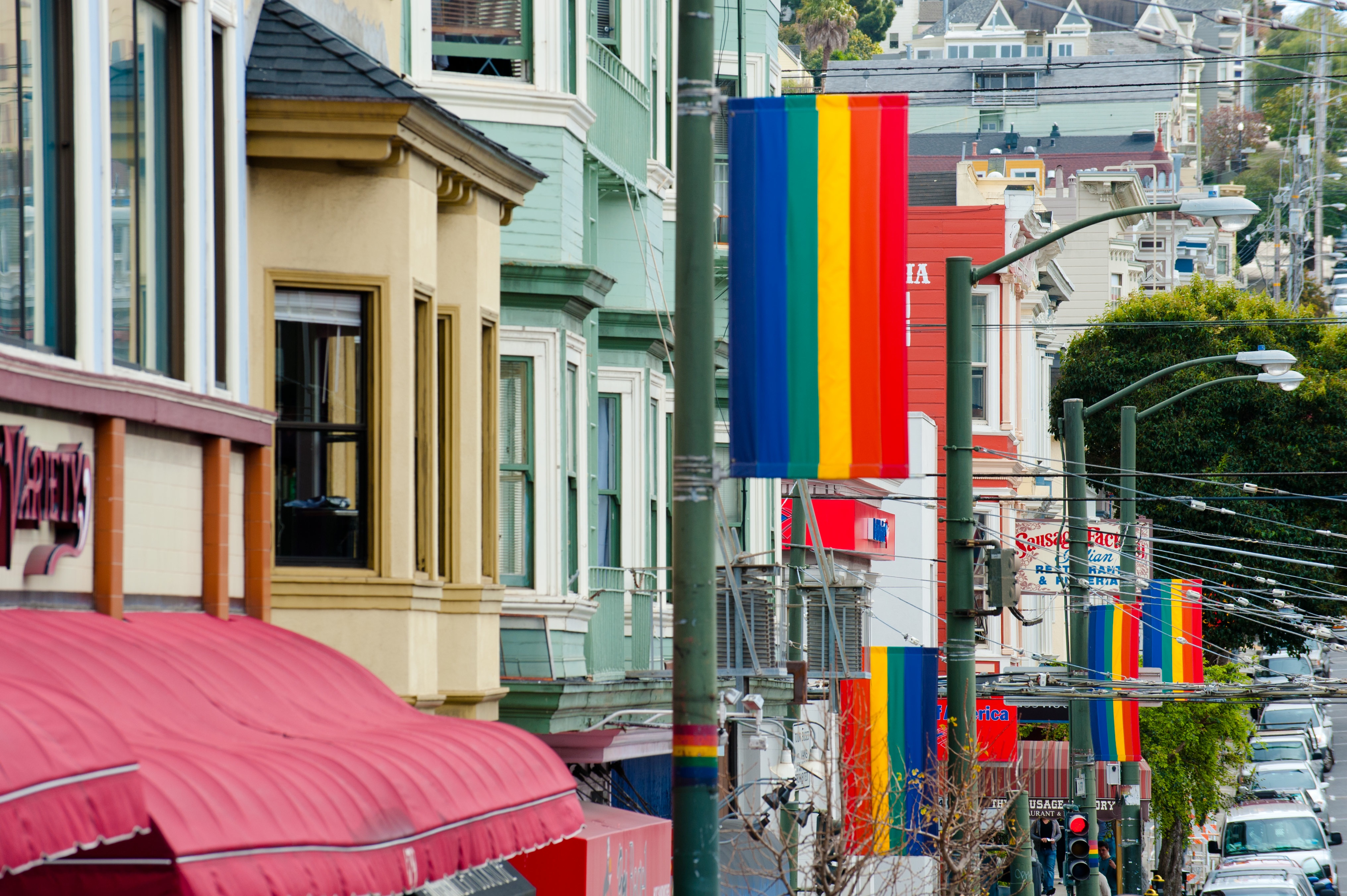
Rue du quartier du Castro à San Francisco (États-Unis).

Le tourisme homosexuel est fortement lié au quartier ou village des grandes métropoles internationales ou il se développe en parallèle des « hauts lieux internationaux ou nationaux » du tourisme de masse. Parmi ceux-ci, on peut citer, avec les géographes français Emmanuel Jaurand et Stéphane Leroy, les sites de Playa del Inglés et Sitges (Espagne), Cherry Grove (New-York) (en), Provincetown et San Francisco avec le quartier du Le Castro (États-Unis), Mykonos (Grèce), Tel-Aviv-Jaffa en Israël, la Côte d'Azur ou Berck-Plage » (France).

### Tourisme urbain
Le tourisme gay urbain se développe principalement dans les grandes métropoles mondiales, qui disposent souvent d'un quartier gay, exception faite de Berlin. Dès le début du XXe siècle, de grandes villes européennes comme Paris, Berlin ou encore Amsterdam « deviennent des lieux de destinations pour les populations homosexuelles ». Pour l'Amérique, ce sont celles de San Francisco ou encore New-York qui prennent cette place de pôle. La ville de Philadelphie (Pennsylvanie) est l'une des premières villes américaines à jouer de cette image à la suite de la sortie du film Philadelphia, en 1993.
Au début des années 1990, l'Australie est le premier pays dans lequel est créé un « hôtel 100 % gay. »

### Tourisme balnéaire

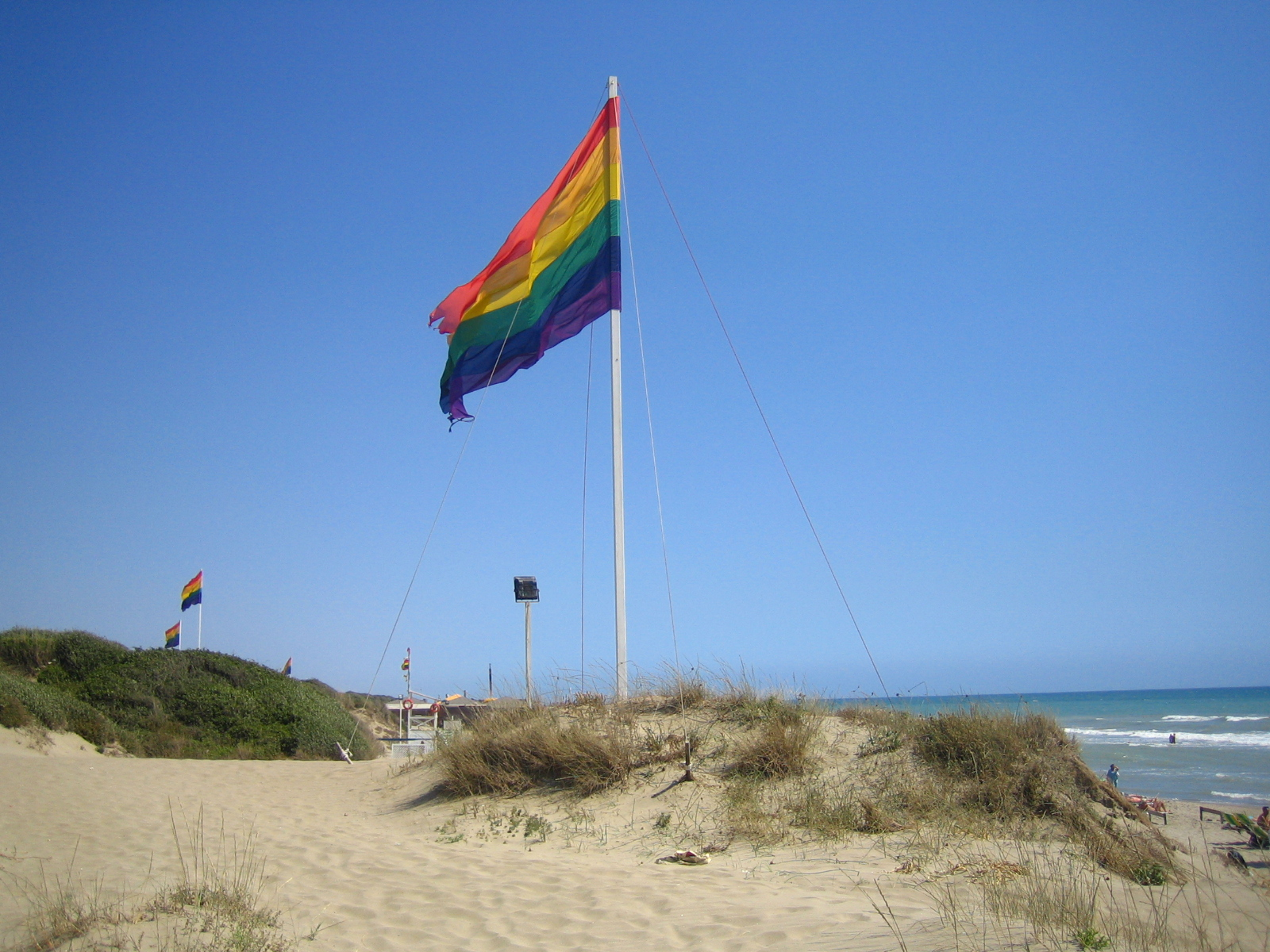
Rainbow flag flottant sur la plage de Capocotta dans la région du Latium, en Italie.

Dès le début du XIXe siècle existe une forme de sociabilité gay particulière à la plage, caractérisée notamment par la pratique du naturisme et de rencontres sexuelles. Ces plages, identifiées comme telles par les médias homosexuels, sont souvent à l'écart des centres-villes et balnéaires afin d'assurer la tranquillité des hommes qui les fréquentent.
La plage revêt un aspect symbolique particulier, où être dénudé est vécu comme une manière d'assumer son homosexualité au grand jour.

### Croisières
Des croisières 100 % gays (LGBT cruises (en)) sont organisées, elles accueillent ainsi 2 000 personnes à bords. Elles sont majoritairement américaines. Aux États-Unis, le spécialiste de la croisière, Atlantis Events (fondée en 1991), l'une des quinze sociétés spécialisées, proposent plusieurs destinations dont le Mexique ou encore le bassin méditerranéen (Tel-Aviv, Barcelone), et transporte, en 2010, 20 000 passagers par an.
La première croisière de ce type à destination d'une clientèle francophone est organisée en 2008 par le voyagiste Attitude Travels et commercialisée en Europe par l'intermédiaire de 80 voyagistes classiques ou en ligne (France, Belgique, Luxembourg, Angleterre, Canada). Elle fut organisée avec la Compagnie Croisières de France, qui mit à disposition un navire d'une capacité de 900 places. Elle rassembla environ « six cents personnes pour un circuit en Méditerranée ». Les lesbiennes à qui était ouverte la croisière représentaient « moins de 10 % des participants ».

## Événements LGBT internationaux

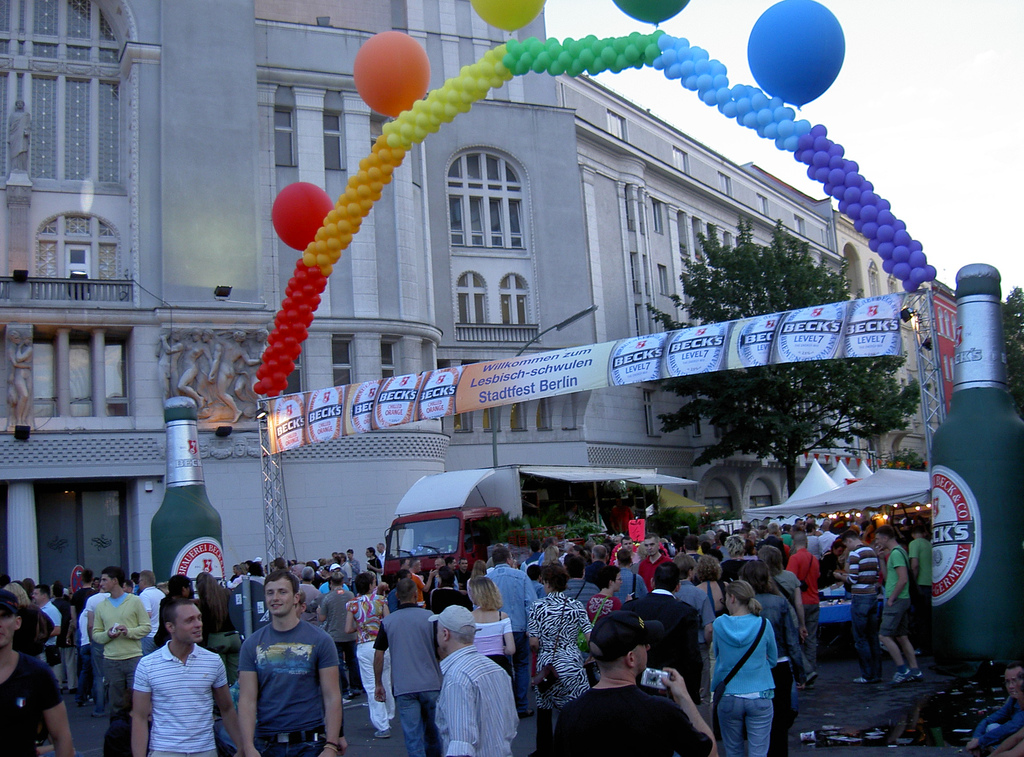
Lesbisch-schwules Stadtfest - Lesbian and Gay City Festival de Berlin (2007).

Le tourisme gay prend en compte les grands événements de renom extra-nationaux, comme les différents festivals et marches des fiertés à travers le monde,. Ces dernières — aussi appelée Christopher Street Day (CSD) — célèbre le premier soulèvement des homosexuels contre les agressions de la police à Greenwich Village (New York, États-Unis), le 27 juin 1969. Ce type d'événements festifs qui attirent une population extra-nationale deviennent ainsi un produit touristique et en font des destinations majeurs. En 2010, ce sont plus de 350 marches des fiertés recensées à travers le monde qui attirent des milliers de participants d'autres pays mais qui actuellement ne font pas l'objet de statistiques.

### Australie
En Australie, le Mardis Gras de Sydney — Sydney Gay and Lesbian Mardi Gras — est l'un des événements les plus touristiques du pays, attirant ainsi pas moins de 600 000 à 700 000 participants,,,,,. Ce festival lancée en 1978 et se déroulant à la fin du mois de février et début mars en Australie, dans la ville attire en 2010 environ 22 000 visiteurs et rapporté 21 millions d'euros (US $ 30.4 million).

### Allemagne
La Festival gay et lesbien (de) (Lesbisch-schwules Stadtfest Berlin) de Berlin, fondé en 1993, attire un peu plus de 400 000 participants chaque année, durant le mois de juin. La capitale fédérale allemande accueille la Berlin Pride ou plus couramment la CSD Berlin en juillet, avec plus d'un demi millions de participants.

### Autres événements majeurs
La première WorldPride a eu lieu en 2000 à Rome, en Italie, rassemblant entre 100 000 et 200 000 participants.
L'organisation des Gay Games, dans la ligne des grands événements sportifs, attire eux aussi des touristes. Il est considéré comme un « évènement majeur dans le domaine du sport et de la culture ». Là encore, même si aucune statistique n'existe, des « milliers de sportifs amateurs ou professionnels, homosexuels, lesbiennes, bisexuels, transsexuels, hétérosexuels, handicapés ou non » se rendent à l'événement. L'organisation des jeux de 2006 à Chicago (États-Unis) ont ainsi « contribué pour 50 à 80 millions de dollars à l’économie locale ».
Les White Parties sont devenues aussi un produit d'appel pour les grandes villes américaines que l'on retrouve décliné à l'international.
La Southern Comfort Conference (en), lancée en 1991 à Atlanta, est considérée comme le plus grand rassemblement de personnes transgenres,. La ville de Floride Fort Lauderdale organise en 2016 pour la seconde fois l'événement. Elle est déjà considérée comme la première destination transfriendly au monde.

## Perception

### Études universitaires
Les premières études universitaires sur le sujet débutent également au cours de la décennie des années 1990. La géographe Briavel Holcomb et Michael Luongo co-écrivent en 1996 un article sur le sujet « Gay Tourism in the United States », publié dans la revue Annals of Tourism Research. La première thèse l'est en 2000 avec pour terrain l'Australie,. Il s'agit du travail de l'anglais Loykie Loïc Lominé, intitulé Just for sex ? : my own private thesis on gay tourism in Australia. Le tourisme est ainsi analysé par le champ des Gender Studies qui démontrent qu'auparavant les approches relevaient d'une « indifférenciation » en mettant de côté notamment les homosexuels. L'ensemble des études tend à démontrer la « production d'« espace-temps touristique » spécifique », notamment à travers les travaux de géographes français Emmanuel Jaurand et Stéphane Leroy (voir Bibliographie) ou encore de la géographe néo-zélandaise Linda Malam,.